# ¿Cómo ves?
¿Cómo ves? es una película documental mexicana.

## Director y participantes
Dirigida por Paul Leduc, fue protagonizada por Blanca Guerra, Roberto Sosa (hijo), Cecilia Toussaint, Álex Lora, Rockdrigo,Rafael Pérez Fons, Javier Torres Zaragoza, Ana Ofelia Murguía, Eduardo López Rojas, Ana Luisa Alfaro, Ana Lourdes Lara, Estela Fenton, Ester Orozco, Mónica Reséndiz, Jorge Huitrón, Mario Flores, Alfredo Aldana, Gilberto Moreno, José "Tawa" Hernández, Arturo Alegro, Sergio Abad, Tito Vasconcelos, Sergio Torres Cuesta, Homero Maturano, Max Kerlow, Alma Levy, Nora Velázquez, Abel Woolrich, José Rodríguez "Rolo", Alejandro Trejo (actor mexicano)|Alejandro Trejo, Margarito Mendoza, Javier Molina (actor)|Javier Molina, José Luis Nieto, Teresa Palma, Juan Arrona, Jaime Guerra y Sergio Sánchez.

## Sinopsis
Documental sobre los rostros, las dudas, las alegrías, los hechos brutales, la diversión distorsionada, el rock petrificado y la difícil educación sentimental del mundo de los jóvenes marginados de las vecindades de México, D. F., que habitan los cinturones de la miseria (participaron los colonos de la cooperativa Las Torres), oprimidos por un sistema social injusto y explotador en el que no encuentran otra salida más que la violencia, el rock y la droga. Al final del documental, aparece en los créditos y en minúsculas el comentario irónico: "esta película está dedicada al fondo monetario internacional"

## Producción
Es una producción independiente realizada por el Consejo Nacional de Recursos para la Atención de la Juventud (CREA), con la colaboración de la Universidad Autónoma Metropolitana Unidad Xochimilco, de la Universidad de Colima, de los gobiernos de Quintana Roo (1981-1987) y Sonora (1979-1985), y distribuida por Zafra Cine Difusión, A.C. en locaciones de las orillas del Distrito Federal, cuyo rodaje se suspendió en repetidas ocasiones, por falta de financiamiento.

## Temas
El 25 de agosto de 1986, un día después del rodaje de esta cinta, se expuso una carta pública dirigida al director Paul Leduc, escrita por Jorge Carrasco en la revista Punto, que lo critica en torno a la polémica generada por el largometraje y su intención de retirar su nombre de los créditos y lo califica como una negación de paternidad, ante una cinta fallida por no apegarse a las características de un documental; lo que no justifica el repudio por su creador, independientemente de si se contaba o no con los recursos económicos. 
La polémica generada en torno a este filme se dio también por una serie de comentarios entre Paul Leduc y Heriberto Galindo (uno de los productores), publicados en el periódico Horas Extras, debido a los recortes al presupuesto de la filmación, que cayeron hasta en un 80 por ciento, en comparación con el recurso inicial. Finalmente, Leduc reconoció que "lo menos que podemos aceptar es que se trata de un intento frustrado. Y así hay que asumirlo y punto."

## Bandas participantes
Participaron las siguientes bandas musicales:
- El Tri
- Cecilia Toussaint
- Rockdrigo González
- Los Animales
- PND
- Virginidad Sacudida
- Ramones (banda mexicana)
- b"u=k
- Las Suzys
- Botones
- Verdugos
- Lagartos
- Yer Blues
- El Cabezón
- El Caballo
- El Chiches
- El Ganso
- Jesús
- El July
- El Cuino
- El Pájaro
- La Suzy
- La Zappa
- Barro Rojo (banda)|Barro Rojo
- Andrés Flores Maya
- Miguel Ángel Taylor
- Jorge Hernández (músico mexicano)
- Rubén Ramírez (músico mexicano)

## Recepción
De acuerdo con Javier González Rubio, columnista del periódico Las Horas Extras, la proyección de la película en la Cineteca Nacional, fue un éxito en taquilla, sobre todo por una riqueza visual y expresiva apegada a la cruda realidad. La cual no se centra en un sujeto en específico, sino que refleja las condiciones de vida de la sociedad, así como una actitud ante las mismas.

## Reconocimientos
Fue nominada a los Premios Ariel en 1986.